# Partido Comunista Rumano
El Partido Comunista Rumano (PCR; en rumano: Partidul Comunist Român) fue un partido marxista-leninista de Rumanía, que gobernó el país desde el 30 de diciembre de 1947 hasta el 22 de diciembre de 1989 en la República Socialista de Rumania. El partido emergió como un poderoso actor en la escena política rumana en agosto de 1944, cuando se involucró en el golpe monárquico que derrocó al gobierno fascista del dictador Ion Antonescu. Con el apoyo del Ejército Rojo, el PCR presionó al rey Miguel I de Rumania para que abdicara y estableció la República Popular de Rumania en diciembre de 1947.
El partido se llamó en su fundación Partido Comunista de Rumanía (Partidul Comunist din România), para en 1948, a raíz de la fusión con otros partidos de izquierda, pasar a llamarse Partido de los Trabajadores Rumanos (Partidul Muncitoresc Român), y finalmente, desde 1965, se llamó Partido Comunista Rumano. Era parte del Frente Democrático Popular.

## Historia
Fue fundado en 1921 e ilegalizado poco después, en julio de 1924, según las autoridades por «infringir el estado de sitio y poner el peligro la seguridad del Estado». El partido fomentó las revueltas campesinas en Besarabia frente a la brutal represión oficial. En diciembre de 1924, cuatrocientos militantes fueron arrestados por todo el país. En septiembre de 1925 veintiocho miembros de sindicatos de izquierda fueron detenidos en Bucarest.
En las elecciones de 1931, presentándose como la Unión de Campesinos y Trabajadores, logró cinco escaños, todos en zonas industriales del país, a pesar de ser Besarabia la región con fama de "zona comunista". En 1933, tras una huelga de los trabajadores ferroviarios a la que el Gobierno respondió con la implantación de la ley marcial en varias ciudades, el PCR y sus organizaciones afines fueron de nuevo disueltos y doscientos de sus miembros quedaron bajo arresto.
Hasta el final de la Segunda Guerra Mundial su presencia e importancia en la vida política rumana era insignificante, ya que apenas contaba con militantes. No obstante, había conformado una serie de organizaciones: la Liga del Trabajo, el Comité Nacional Antibélico, el Comité Nacional Antifascista y la Asociación de Amigos de la URSS, todas legales excepto la última.

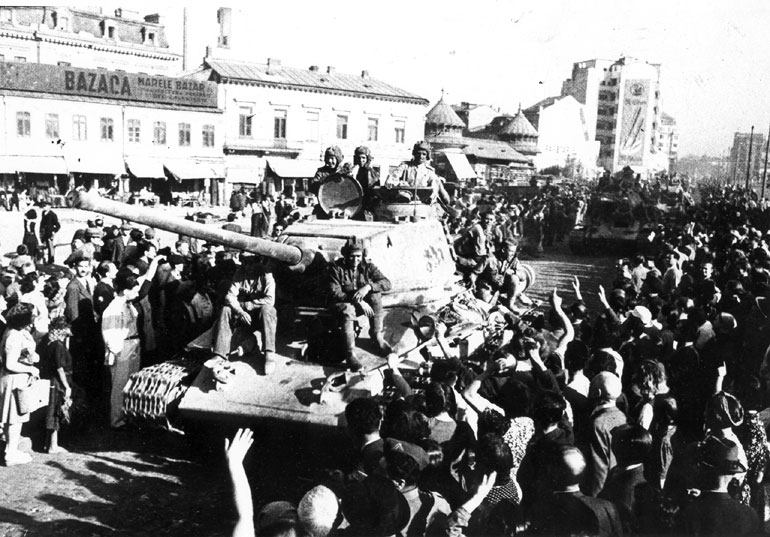
El pueblo de Bucarest saluda al Ejército Rojo en su entrada triunfal (31 de agosto de 1944).

Después de la liberación soviética de Rumanía al final de la Segunda Guerra Mundial creció espectacularmente su número de militantes. Así, en las elecciones de 1946 los comunistas lideraron una coalición de partidos de izquierda que ganó las elecciones, dejando casi sin representación a los partidos políticos tradicionales.
En 1947 el primer ministro Petru Groza, que estaba al frente de un gobierno que incluía a comunistas, socialdemócratas y demás fuerzas izquierdistas, obligó al rey Miguel I a abdicar y proclamó la República Popular de Rumanía, declarándose entonces la unidad política de todos los partidos de la coalición gubernamental en el PCR, que pasó a ser el partido guía dentro de la nueva sociedad socialista que se buscaba construir.

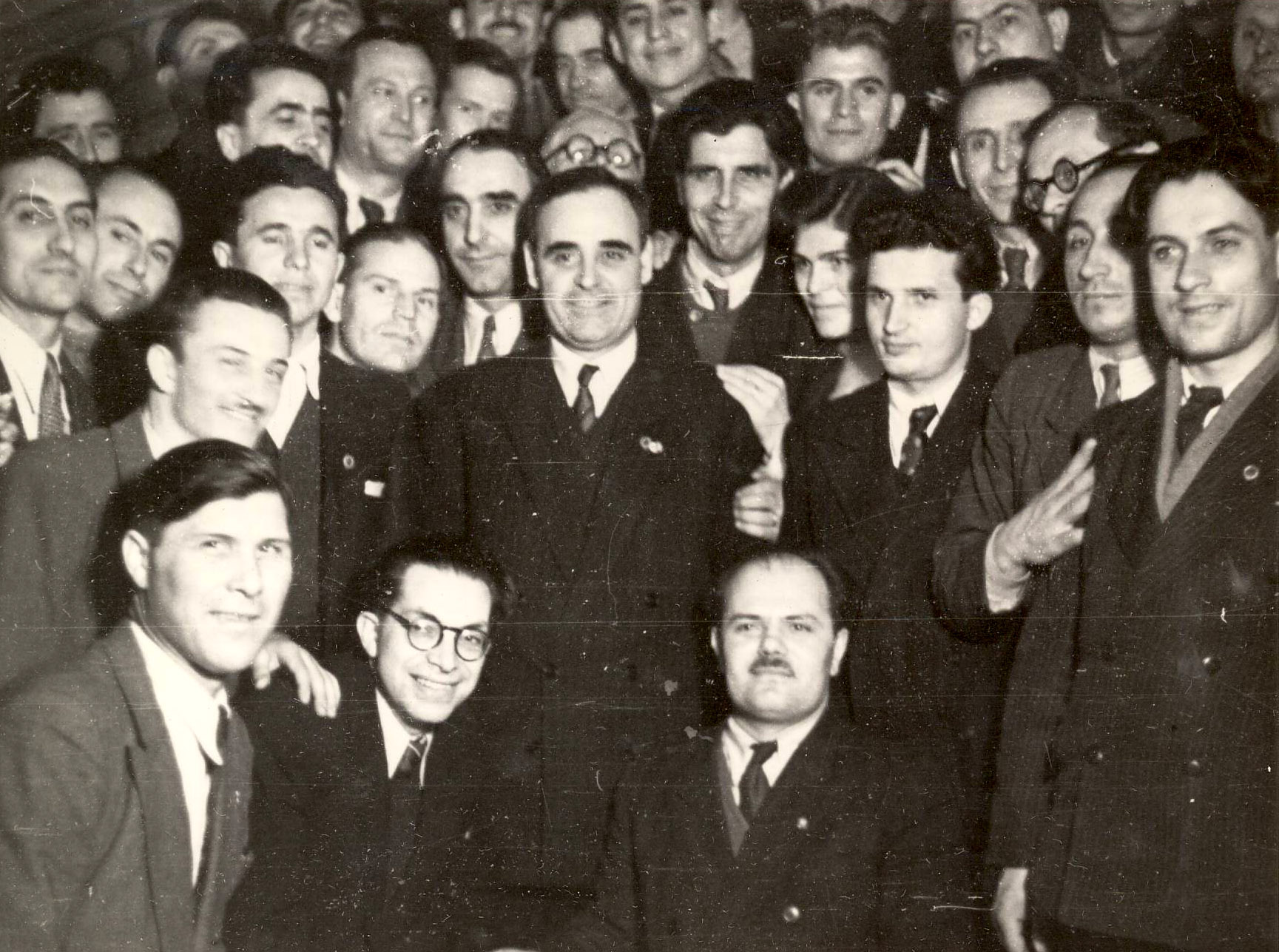
Gheorghiu-Dej, un joven Ceaușescu y otros delegados en el VI Congreso del PCR, celebrado en 1948.

Petru Groza dirigió como primer ministro el país hasta que le relevó en el cargo Gheorghe Gheorghiu-Dej en 1952, que era ya jefe de Estado y secretario general del PCR desde 1947. Este dirigió el Partido y el país hasta su muerte en 1965, con un estilo calificado de "estalinista". Entre 1955 y 1961 el cargo de primer ministro fue ocupado por Chivu Stoica, que sería sucedido por Georghe Maurer.
En 1965 se elígió como secretario general del PCR y presidente de la República Popular a Nicolae Ceaușescu y se mantuvo a Maurer como primer ministro hasta 1974. Luego le sucedieron Manea Mănescu (1974-1979), Ilie Verdeț (1979-1982) y Constantin Dascalescu (1982-1989).

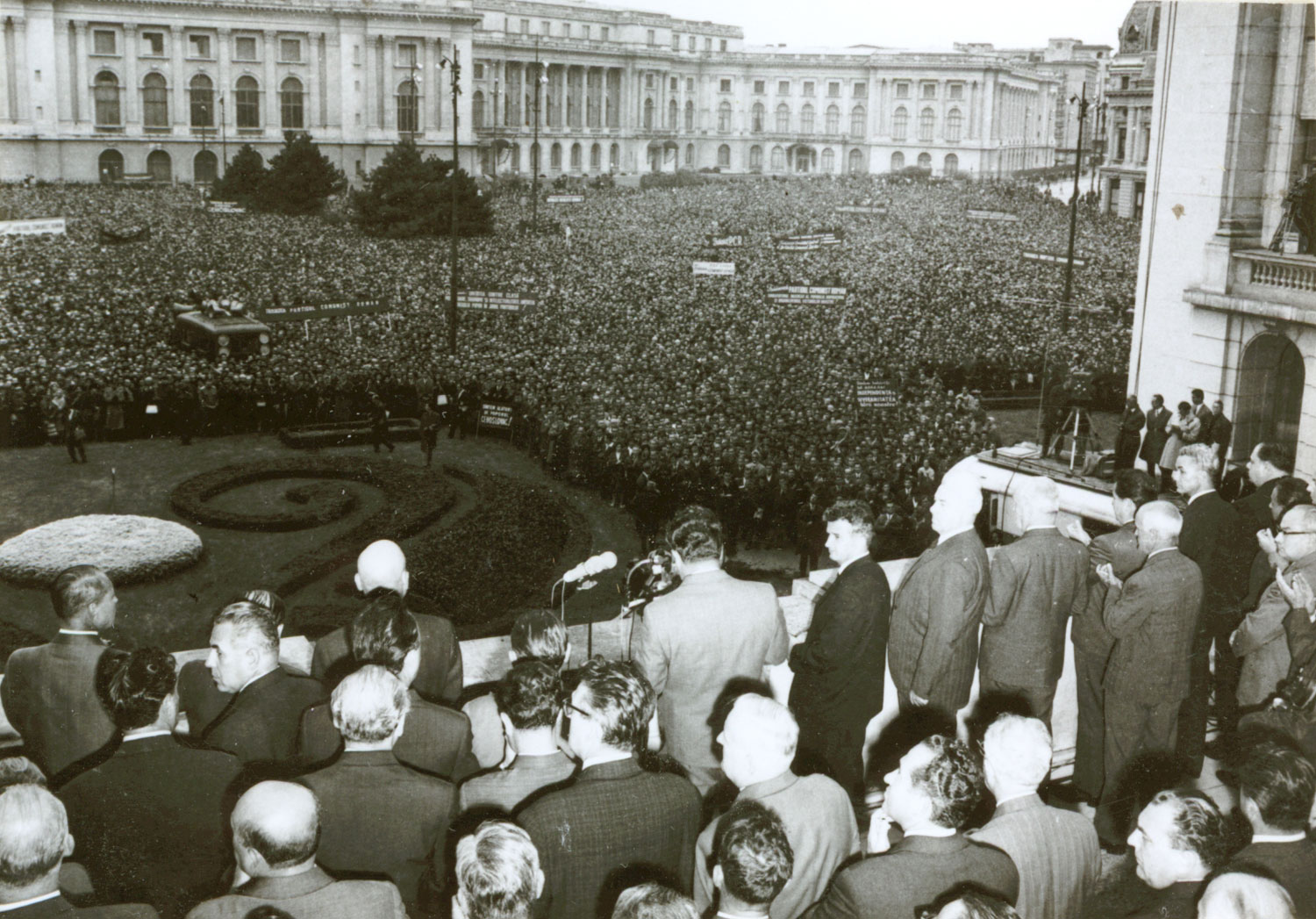
Nicolae Ceaușescu en agosto de 1968, dirigiéndose al pueblo rumano y repudiando la invasión soviética de Checoslovaquia.

En la segunda mitad de la década de 1960 y toda la década de 1970 el PCR se desmarcó paulatinamente de la URSS y del Partido Comunista de la Unión Soviética (en parte por el sentimiento antirruso de Ceaușescu), entrando a veces en confrontación con ellos.
Entrada ya la década de 1980, la oposición anticomunista afirmaba que el PCR no era más que una herramienta en manos del clan Ceaușescu y estaba anclado ideológicamente en una fe ciega en los miembros de esa familia. Ceaușescu se proclamó Conducator (conductor) e instauró un régimen donde se rendía culto a su personalidad.
Si ya antes había rechazado la desestalinización impulsada por Nikita Jruschov, también rechazó los medidas de la perestroika y la glásnost aplicadas por Mijaíl Gorbachov (ambos secretarios generales del PCUS). Esto último hizo a Ceaușescu merecedor de la Orden de Karl Marx, otorgada por la República Democrática Alemana en 1988 por su defensa del marxismo.

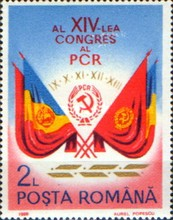
Sello de correos conmemorativo del 14.º Congreso del Partido Comunista Rumano

En noviembre de 1989 se celebró el XIV Congreso del PCR en la Sala Palatului de Bucarest, siendo este su último Congreso. En este Congreso se reeligió a Nicolae Ceaușescu en sus funciones de secretario general y se aprobaba su informe de gestión que planteaba unos planes para conseguir que Rumanía en el año 2000 fuera uno de los países más desarrollados del mundo.
Esta era la antesala de lo que acontecería en diciembre, cuando una revolución terminó con el régimen existente, y ejecutó a Elena y Nicolae Ceaușescu.

### Organizaciones del PCR
El PCR dirigía la Unión de la Juventud Comunista, organización de jóvenes de entre catorce y veintiséis años cuyo objetivo era formar los cuadros para el Partido y ayudar en la creación del hombre nuevo del socialismo. Existía también la Organización de Pioneros, para jóvenes de entre 8 y 14 años, y que fue parte de la Unión de la Juventud Comunista hasta 1966 (luego pasó a estar directamente bajo el PCR). Para los niños de entre 4 y 7 años existía la Halcones de la Patria, creada en 1976.
Otra organización de masas era la Unión de Asociaciones de Estudiantes Comunistas de Rumanía (en rumano: Uniunea Asociaţiilor Studenţilor Comunişti din Romania) y rama infantil de esta, la Unión de Asociaciones Escolares de Rumanía (en rumano:Uniunea Asociatiilor Elevilor din Romania).

### Lista de secretarios generales del PCR
| Secretario general     | Período   |
| ---------------------- | --------- |
| Gheorghe Cristescu     | 1921–1924 |
| Elek Köblös            | 1924–1927 |
| Vitali Holostenco      | 1927–1931 |
| Alexander Stefanski    | 1931–1936 |
| Boris Stefanov         | 1936–1940 |
| Ştefan Foriş           | 1940–1944 |
| Gheorghe Gheorghiu-Dej | 1944–1954 |
| Gheorghe Apostol       | 1954–1955 |
| Gheorghe Gheorghiu-Dej | 1955–1965 |
| Nicolae Ceaușescu      | 1965–1989 |

### Lista de Congresos del PCR
| Congreso | Fecha             | Sede     |
| -------- | ----------------- | -------- |
| I        | Mayo de 1921      | Bucarest |
| II       | Octubre de 1922   | Ploieşti |
| III      | Agosto de 1924    | Viena    |
| IV       | Julio de 1928     | Járkov   |
| V        | Diciembre de 1931 | Gorikovo |
| VI       | Febrero de 1948   | Bucarest |
| VII      | Diciembre de 1955 | Bucarest |
| VIII     | Junio de 1960     | Bucarest |
| IX       | Julio de 1965     | Bucarest |
| X        | Agosto de 1969    | Bucarest |
| XI       | Noviembre de 1974 | Bucarest |
| XII      | Noviembre de 1979 | Bucarest |
| XIII     | Noviembre de 1984 | Bucarest |
| XIV      | Noviembre de 1989 | Bucarest |

## Actualidad
Algunos antiguos altos cargos del período socialista ocuparon posteriormente responsabilidades en otros partidos. Así Ion Iliescu (presidente de Rumanía desde 1992 hasta 1996 y desde 2000 hasta 2004), como otros muchos miembros de su partido, el Partido Socialdemócrata fueron miembros del PCR. Igualmente Cornelius Vadim Tudor, presidente y fundador del ultranacionalista Partido de la Gran Rumania, también fue miembro del PCR. Otros miembros del PCR también fundaron otros partidos de menor relevancia política.
El 19 de enero de 1990 fue levantada la prohibición del PCR y el ingeniero Virgil Zbaganu intentó continuar la actividad del partido, lo que se truncó por su misteriosa muerte en 1992. De todas formas, la inscripción en el registro electoral de un partido comunista fue negada bajo el argumento de la Ley de Seguridad Nacional de 1991 (cuestionada por ser inconstitucional). Recién el 27 de marzo de 2010 se conformó el Comité de Reorganización del PCR, con el jurista Petre Ignatencu como presidente y el histórico dirigente comunista Gheorghe Apostol como presidente honorario, cuyo objetivo es lograr restaurar el normal funcionamiento del partido y atraer a quienes fueron miembros del mismo antes del 22 de diciembre de 1989 (día del derrocamiento de Ceausescu).